# Александр Кайдарашвілі
Александр Кайдарашвілі (груз. ალექსანდრე კაიდარაშვილი, нар. 2 листопада 1978, Тбілісі, Грузинська РСР) — грузинський футболіст, нападник.

## Клубна кар'єра
У 1994 році розпочав кар'єра в грузинському клубі «Діла» (Горі). У 1998 році виступав у клубах «Одіши» (Зігдуді) та «Торпедо» (Кутаїсі), після чого повернувся до «Діли».
На початку 1999 року перейшов до тернопільської «Ниви». 7 березня 1999 року дебютував за тернопільську команду у програному (0:1) виїзному поєдинку 16-го туру вищої ліги чемпіонату України проти сімферопольської «Таврії». Кайдарашвілі вийшов на поле у стартовому складі, а на 77-й хвилині був замінений на Сергія Хоменка. Дебютним голом за «Ниву» відзначився 21 березня 1999 року на 70-й хвилині програного (1:2) виїзного поєдинку 18-го туру вищої ліги чемпіонату України проти криворізького «Кривбаса». Александр вийшов на поле у стартовому складі та відіграв увесь поєдинок. У складі тернопільської команди у чемпіонаті України зіграв 24 матчі та відзначився 6-ма голами. Під час зимової перерви сезону 1999/00 років у зв'язку з тяжким фінансовим становищем клубу «Нива» була змушена продати його до запорізького «Металурга». Але зіграти у складі ФК «Металурга» гравець не встиг й одразу ж був проданий до криворізького «Кривбаса». У своєму новому клубі дебютував 11 березня 2000 року у переможному (0:1) виїзному поєдинку 1/16 фіналу кубку України проти олександрійської «Поліграфтехніки». Кайдарашвілі вийшов у стартовому складі та відіграв увесь матч. А вже 18 березня того ж року дебютував за криворізьку команду у нічийному (2:2) поєдинку 16-го туру вищої ліги чемпіонату України проти дніпропетровського «Дніпра». Александр вийшов на поле на 68-ій хвилині, замінивши Олександра Паляницю. Дебютним голом за «Кривбас» відзначився 25 березня 2000 року на 89-ій хвилині переможного (4:2) виїзного поєдинку вищої ліги чемпіонату України проти сімферопольської «Таврії». Александр вийшов на поле на 75-ій хвилині, замінивши Олександра Паляницю. У футболці «Кривбаса» у чемпіонаті України зіграв 13 матчів та відзначився 1 голом, ще 6 матчів провів у кубку України. Окрім виступів за головну команду криворіжців, виступав і за його друголіговий фарм-клуб, «Кривбас-2». У футболці другої команди «Кривбасу» зіграв 9 матчів та відзначився 1 голом.
По завершенні весняної частини сезону 2000/01 років повернувся до Грузії, де став гравцем клубу «Локомотив» (Тбілісі). Влітку 2003 року на півсезону повернувся до «Діли» (Горі), а потім перейшов до «Амері» (Тбілісі). У сезоні 2006/07 років захищав кольори «Боржомі» (Тбілісі), а потім перейшов до «Месхеті» (Ахалціхе). На початку 2008 року повернувся до «Локомотива» (Тбілісі), де й завершив кар'єру футболіста.

## Кар'єра у збірній
12 серпня 1998 року дебютував у складі національної збірної Грузії у товариському поєдинку проти Азербайджану. Александр вийшов на поле у стартовому складі та відіграв увесь поєдинок.

## Досягнення
- Вища ліга чемпіонату України
  -  Бронзовий призер (1): 2000

- Кубок України
  -  Фіналіст (1): 2000